# Ol'ga Rjabinkina
Ol'ga Sergeevna Rjabinkina (in russo Ольга Сергеевна Рябинкина?; Brjansk, 24 settembre 1976) è un'ex pesista e discobola russa.

## Biografia
Decima alle Olimpiadi di Sydney nel 2000, quattro anni dopo non riesce a raggiungere la finale ai Giochi olimpici di Atene dove, con un lancio a 18,00 m concluse tredicesima.
Nel 2004 rappresenta la Russia durante in Coppa Europa a Bydgoszcz.
Nel 2005 raggiunge i suoi più importanti successi a livello nazionale ed internazionale vincendo i titoli nazionali russi nel getto del peso sia all'aperto che al coperto, la Coppa Europa, la medaglia di bronzo ai Campionati europei indoor di Madrid e l'argento ai Campionati mondiali di Helsinki.
Nel 2006 vince la medaglia di bronzo ai Campionati del mondo indoor a Mosca e conclude quarta ai Campionati europei.
Sul finire della stagione partecipa alla Coppa del mondo dove conclude seconda con un lancio a 19,54 m.
Nel 2007 dopo aver conquistato la medaglia di bronzo ai Campionati europei indoor di Birmingham decide di ritirarsi dall'attività agonistica all'età di trent'anni.

### Il titolo mondiale di Helsinki 2005
L'8 marzo 2013 viene trovata positiva la bielorussa Nadzeja Astapčuk ad un test antidoping a due sostanze proibite: formestane e 4-Hydroxytestosterone.
Si tratta di analisi postume su campioni di urine prelevati 8 anni prima, ai mondiali di Helsinki 2005 che videro vincere il titolo nel getto del peso proprio alla Astapčuk.
In seguito, nel 2014, viene data l'ufficialità della squalifica e viene dato il titolo mondiale a Ol'ga Rjabinkina.

## Palmarès
| Anno | Manifestazione    | Sede        | Evento           | Risultato | Misura  | Note                                     |
| ---- | ----------------- | ----------- | ---------------- | --------- | ------- | ---------------------------------------- |
| 1994 | Mondiali juniores | Lisbona     | Getto del peso   | 9ª        | 15,31 m |                                          |
| 1995 | Europei juniores  | Nyíregyháza | Getto del peso   | Bronzo    | 16,55 m |                                          |
| 1995 | Europei juniores  | Nyíregyháza | Lancio del disco | 4ª        | 52,92 m |                                          |
| 1997 | Europei under 23  | Turku       | Getto del peso   | 4ª        | 17,56 m |                                          |
| 1997 | Europei under 23  | Turku       | Lancio del disco | 4ª        | 56,06 m |                                          |
| 2000 | Olimpiadi         | Sydney      | Getto del peso   | 10ª       | 17,85 m |                                          |
| 2003 | Mondiali          | Parigi      | Getto del peso   | 16ª       | 17,74 m |                                          |
| 2004 | Olimpiadi         | Atene       | Getto del peso   | 13ª       | 18,00 m |                                          |
| 2005 | Europei indoor    | Madrid      | Getto del peso   | Bronzo    | 18,83 m |                                          |
| 2005 | Mondiali          | Helsinki    | Getto del peso   | Oro       | 19,64 m | [ 3 ]                                    |
| 2006 | Mondiali indoor   | Mosca       | Getto del peso   | Bronzo    | 19,24 m | Miglior prestazione personale stagionale |
| 2006 | Europei           | Göteborg    | Getto del peso   | 4ª        | 19,02 m |                                          |
| 2007 | Europei indoor    | Birmingham  | Getto del peso   | Bronzo    | 18,16 m |                                          |

## Altre competizioni internazionali
2004
- Coppa Europa di atletica leggera ( Bydgoszcz)

2005
- Coppa Europa di atletica leggera ( Firenze)